# Takaoia
Genre
Takaoia est un genre d'opilions laniatores de la famille des Epedanidae.

## Distribution
Les espèces de ce genre se rencontrent à Taïwan et en Malaisie.

## Liste des espèces
Selon World Catalogue of Opiliones (3/05/2025) :
- Takaoia kubotai Suzuki, 1982
- Takaoia sauteri Roewer, 1911
- Takaoia similis Roewer, 1915

## Systématique et taxinomie
Ce genre a été décrit par Roewer en 1911 dans les Epedanidae.

## Publication originale
- Roewer, 1911 : « Ost-asiatische Opiliones. » Zoologische Jahrbücher, vol. 31, p. 591–612 (texte intégral).